# 勒特里尤卢
勒特里尤卢（法語：Le Trioulou，法語發音：[lə tʁijulu]）是法国康塔尔省的一个市镇，属于欧里亚克区。

## 地理
勒特里尤卢（44°40'6"N, 2°11'16"E）面积5.87 平方千米，位于法国奥弗涅-罗讷-阿尔卑斯大区康塔爾省，该省份为法国中南部省份，位于法國中央高原中心，北起科雷兹省、上盧瓦爾省和多姆山省，西接洛特省和科雷兹省，南至阿韦龙省和洛特省，东临上盧瓦爾省和洛泽尔省。
与勒特里尤卢接壤的市镇（或旧市镇、城区）包括：莫尔斯、圣桑坦德莫尔斯、塞莱河畔巴尼亚克、圣康斯坦-富尔努莱斯。

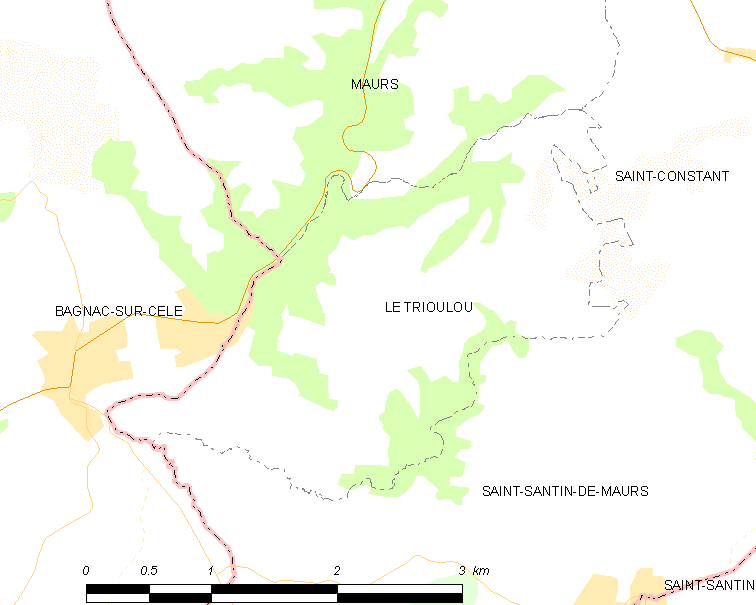
勒特里尤卢的OSM定位图

勒特里尤卢的时区为UTC+01:00、UTC+02:00（夏令时）。

## 行政
勒特里尤卢的邮政编码为15600，INSEE市镇编码为15242。

## 政治
勒特里尤卢所属的省级选区为莫尔斯县。

## 人口

1962-2008年间勒特里尤卢人口变化图示

勒特里尤卢于2022年1月1日时的人口数量为98人。